# Hrabia Portland

## Informacje ogólne
- Dodatkowymi tytułami hrabiego Portland są:
  - wicehrabia Woodstock
  - baron Cirencester
- W latach 1715–1990 hrabiowie Portland nosili tytuł księcia Portland, wraz z dodatkowym tytułem markiza Titchfield
- Najstarszy syn hrabiego Portland nosi tytuł wicehrabiego Woodstock

Baronowie Weston 1. kreacji (parostwo Anglii)
- 1628–1635: Richard Weston, 1. baron Weston

Hrabiowie Portland 1. kreacji (parostwo Anglii)
- 1633–1635: Richard Weston, 1. hrabia Portland
- 1635–1663: Jerome Weston, 2. hrabia Portland
- 1663–1665: Charles Weston, 3. hrabia Portland
- 1665–1688: Thomas Weston, 4. hrabia Portland

Hrabiowie Portland 2. kreacji (parostwo Anglii)
- 1689–1709: Hans William Bentinck, 1. hrabia Portland
- 1709–1726: Henry Bentinck, 1. książę Portland i 2. hrabia Portland
- 1726–1762: William Bentinck, 2. książę Portland i 3. hrabia Portland
- 1762–1809: William Henry Cavendish Cavendish-Bentinck, 3. książę Portland i 4. hrabia Portland
- 1809–1854: William Henry Cavendish Cavendish-Scott-Bentinck, 4. książę Portland i 5. hrabia Portland
- 1854–1879: William John Cavendish Cavendish-Scott-Bentinck, 5. książę Portland i 6. hrabia Portland
- 1879–1943: William John Arthur Charles James Cavendish-Bentinck, 6. książę Portland i 7. hrabia Portland
- 1943–1977: William Arthur Henry Cavendish-Bentinck, 7. książę Portland i 8. hrabia Portland
- 1977–1980: Ferdinand William Cavendish-Bentinck, 8. książę Portland i 9. hrabia Portland
- 1980–1990: Victor Frederick William Cavendish-Bentinck, 9. książę Portland i 10. hrabia Portland
- 1990–1997: Henry Noel Bentinck, 11. hrabia Portland
- od 1997: Timothy Charles Robert Noel Bentinck, 12. hrabia Portland

Następca 12. hrabiego Portland: William Jack Henry Bentinck, wicehrabia Woodstock